# Néo-évolutionnisme
Le néo-évolutionisme, ou cultural ecology, est une école fondée par Julian H. Steward dans les années 1950. Cette école classe les sociétés par ordre de complexité croissante en définissant cinq niveaux « d'intégration sociale » (social level of integration) passant de la famille, à la bande, à la tribu, à la chefferie et enfin à l’État.